# Gabriela Goldová
Gabriela Goldová, vlastním jménem Gabriela Dobrodinská (* 25. května 1973 Havířov), je česká zpěvačka a herečka. V Polsku vystupuje pod jménem Gabi Gold.
Před kamerou debutovala již ve svých deseti letech v roli Berušky v televizní adaptaci opery Komárkova ženitba. V mládí byla cvičitelkou kondiční kulturistiky. Po ukončení studií vystupovala v Německu a dalších zemích se skupinou Lady M. Od roku 1997 vystupovala v pořadu populárního polského satirika Tadeusze Drozdy Herbatka u Tadka. Tímto účinkováním získala v Polsku popularitu. V letech 1998 až 1999 alternovala v roli Prudie v pražském country muzikálu Benzín a mejkap (ještě pod jménem Gabriela Jeřábková). Ve filmu Babovřesky 2 hrála postavu prodavačky. Často koncertuje v Polsku a vystupuje v polských televizních pořadech. Písničky, které zpívá, jsou popové a country popové. Dosud vydala osm českých a pět polských hudebních alb.